# Eine Frau, eine Wohnung, ein Roman
Eine Frau, eine Wohnung, ein Roman ist ein Roman, den der deutsche Schriftsteller Wilhelm Genazino 2003 veröffentlichte. Er erzählt aus der Ich-Perspektive die Entwicklung eines jungen Mannes vom Schulversager zum Schriftsteller. Der Roman spielt um 1960 in einer ungenannten „süddeutschen Industriestadt“ und enthält autobiographische Elemente. Sein Titel zählt die drei Ziele auf, die sich der Protagonist namens Weigand setzt. Im Vergleich zu anderen Romanen Genazinos fallen das jugendliche Alter der Hauptfigur und die Auseinandersetzung mit der Tradition des Bildungsromans ins Auge.

## Inhalt
Als Gymnasialabbrecher zeigt der 17-jährige Weigand um 1960 zunächst keinerlei Interesse an den Bemühungen seiner Mutter, für ihn eine Lehrstelle zu finden. Bei Vorstellungsterminen verweigert er die Kommunikation mit den potentiellen Arbeitgebern. Stattdessen beginnt er, Beiträge für Printmedien zu schreiben,
verschickt Beiträge an verschiedenste Zeitschriften vom Werbeblättchen bis zur Tagespresse. Schließlich gelingt es der Mutter doch, eine Lehrstelle für den Sohn zu finden, der eine Ausbildung in einem Speditionsbetrieb beginnt.
Mit seiner Freundin Gudrun, Sekretärin in einem Ingenieurbüro, plant er eine konventionelle Ehe mit gemeinsamem Sparbuch und vorehelicher Enthaltsamkeit, obwohl er keine wirkliche innere Beziehung zu ihr aufbauen kann. Bei ihren Begegnungen hält er ihr Vorträge über Literatur und Literaten, teilweise aus Begeisterung, teilweise um wirkliche Nähe zu vermeiden. Als sie bei einer Abwesenheit ihrer Mutter doch einen ersten Geschlechtsverkehr zu inszenieren versucht, lässt er sich mitten im Vorspiel von einer Sendung über Heinrich Böll ablenken. Es kommt schließlich zu einer kühlen Trennung.
In der Spedition macht der Protagonist erste sexuelle Erfahrungen mit einer verheirateten Kollegin, der etwa 30-jährigen Frau Kiefer. Nach einem Betriebsausflug kommt es zwischen den beiden im Vollrausch zum Geschlechtsverkehr im Bus, der die betrunkenen Firmenangehörigen zurückbringt. Die Begegnung bleibt aber ohne Konsequenzen.
Gleichzeitig mit der Ausbildung nimmt Weigands journalistisches Engagement zu, immer häufiger besucht er nach Feierabend Termine für eine lokale Tageszeitung. Im Urlaub wird er schließlich als Redakteur für das Blatt tätig. Der Journalismus eröffnet dem Ich-Erzähler eine Gegenwelt zur subalternen Tätigkeit in der Speditionsfirma. Das Gefühl wird jedoch zunehmend schal, als er erkennen muss, dass der Lokaljournalismus hauptsächlich das Geltungsbedürfnis diverser Wichtigtuer befriedigt und im Grunde hochmütig auf die Events und die kleinen Leute herabsieht, über die er berichtet.
Durch die Pressearbeit lernt Weigand eine Kollegin namens Linda von einer anderen Tageszeitung kennen, in die er sich schnell verliebt. Durch Linda, die aus Norddeutschland stammt, begegnet er einer Reihe wunderlicher Möchtegern-Literaten und damit Menschen, die seine Leidenschaft für die Literatur teilen. Linda selbst schreibt angeblich an ihrem ersten Roman. Sie schwärmt für Joseph Conrad und das Meer und berichtet von einer eigenen Schiffsreise nach New York, auf der sie ein Matrose heftig sexuell belästigt habe. Der Ich-Erzähler erahnt, dass sie ihm in diesem Zusammenhang ein traumatisches Erlebnis verschweigt.
In der Spedition verschafft sich Weigand Respekt, als er bei einem epileptischen Anfall eines Kollegen beherzt eingreift. Durch ein zufälliges Treffen im Theater entsteht ein Kontakt zum Prokuristen der Firma, der Weigand zum Vorarbeiter befördert. Dieser muss nun täglich Tagelöhner zum Be- und Entladen von Waggons anwerben, zerlumpte Gestalten, mit denen rücksichtslos umgesprungen wird. Mit der Aufgabe wächst das Gehalt Weigands, mit der Beförderung wachsen Hochmut und Trennung vom Leben der kleinen Leute.
Die Liebe zu Linda endet mit einem Schock. Die heimlich geliebte Kollegin erhängt sich im Haus ihrer Eltern in Norddeutschland. Weigand fährt zur Beerdigung in den norddeutschen Heimatort Lindas und geht zu ihrer Beerdigung, ohne Kontakt zu den Angehörigen aufzunehmen.
Bei einem weiteren Lokaltermin berichtet der Ich-Erzähler über einen bastelnden Rentner, der den Eiffelturm maßstabsgerecht aus Streichhölzern nachgebaut hat. Hilflos beobachtet der 18-jährige seinen wachsenden Hochmut gegenüber der kleinen Welt des Rentnerehepaars, aber erst als der Rentner auf die Frage, ob er sich das Original in Paris angesehen habe, antwortet, auch als Rentner wolle er sauber bleiben und führe deshalb niemals nach Paris, resigniert Weigand endgültig gegenüber den Niederungen des Lokaljournalismus.
Ein Angebot, über ein verkürztes Volontariat als Redakteur tätig zu werden, lehnt er mit der Begründung ab, er müsse erst sein Studium zu Ende führen. Der Roman endet mit einem Entschluss des Ich-Erzählers, sich selbst Zeit zu lassen, sich zu seinem Leben als Beobachter zu verhalten. Er nimmt Abschied von den Eltern und mietet eine erste eigene Wohnung. Das Buch endet mit dem „Aufzucken des ersten Wortes“ eines eigenen Romans. (Kap. 8)

## Themen und Motive

### Lokaljournalismus und Literatur
Ein thematischer Kern von Genazinos Roman ist die Kritik des Lokaljournalismus und der eng damit verbundenen Inszenierung lokaler Ereignisse, die 1960 noch nicht „Events“ heißen. Dabei wird eine profunde Kenntnis der Welt der Provinzredaktionen und des Terminjournalismus deutlich. Grundlagen der kenntnisreichen Milieustudien dürften Genazinos Arbeit als Volontär und Redakteur bei der Rhein-Neckar-Zeitung 1962–1965 sowie seine spätere Arbeit als freier Journalist und später als Redakteur bei der Frankfurter Satire-Zeitschrift Pardon 1969–1971 sein.
Genazinos Journalisten verfassen im Roman in selbstverständlicher Komplizenschaft mit den Veranstaltern und lokalen Funktionären „Kitschpfützen“ (2. Kap.) zu Ereignissen, die davon leben, die kleinen Leute und ihre Träume vorzuführen. Dabei gelingt es Genazino, an den lokalen Ereignissen Mechanismen zu demonstrieren, die auch gegenwärtige mediale Ereignisse treffend charakterisieren. Der Je-ka-mi-Abend (= Jeder kann mitmachen), ein lokaler Gesangswettbewerb, der wesentlich von der Blamage der Teilnehmer lebt, nimmt mediale Inszenierungen wie Deutschland sucht den Superstar vorweg.
Der Ich-Erzähler erlebt bei seiner lokaljournalistischen Arbeit die „Welt der Wichtigtuer und Vereinsmeier“ (Kap. 1). Nicht nur lokale Größen, auch die kleinen Leute bis hin zum verschrobenen Einzelgänger träumen davon, Gegenstand der Berichterstattung zu werden. Diese Faszination für Medien und Prominenz führt zu einer Komplizenschaft, die alle Kritik unmöglich macht. Für die Macher ist diese Welt nur mit Zynismus und Hochmut zu ertragen. Der „Anteil an der Überheblichkeit des Schreibens und der Schreibenden“ (Kap. 1), den der Protagonist auf diese Weise gewinnt, gibt ihm anfangs Selbstbewusstsein und eröffnet Wege zu sozialem Aufstieg. Gleichzeitig fasziniert der Beruf des Lokalreporters durch die Möglichkeit „eines nachlässigeren Lebensstils“ (Kap. 1), vor allem im Vergleich zur hierarchischen und bürokratischen Struktur der Speditionsfirma. Aber die Zweifel wachsen nach diversen Lokalterminen und richten sich vor allem auf die Veränderung der eigenen Persönlichkeit.
„Prompt fürchtete ich, daß die Armseligkeit des Bastlerlebens, indem ich sie beschrieb und gleichzeitig verheimlichte, zur Armseligkeit meines Lebens wurde.“ (Kapitel 7)
Die Berichte von den Events der Alltagskultur für den Lokalteil der örtlichen Tageszeitung vom dümmlichen Film über Rex-Gildo-Autogrammstunden bis hin zum trashigen Amateurgesangswettbewerb lassen den Ich-Erzähler an ein „Kartell der Einfalt“ (Kap. 4) denken, einer gespielten Einfalt, die am „riesigen Ertrag der Volksschlichtheit“ (Kap. 4) mitprofitieren wolle. Dem Hochmut der Macher stellt sich kein Gelächter entgegen: „Denn nur Lachen und Spott war auf dieses billige Kaufhausglück möglich.“ (Kap. 5)
Als der Ich-Erzähler beauftragt wird, einen Kurzbericht über den Je-ka-mi-Gesangswettbewerb zu verfassen, der von der Blamage und Peinlichkeit der Teilnehmer lebt, wird ihm die „Infamie“ (Kap. 5) der Lokalberichte deutlich, „zwanzig Zeilen über ein Massengrab von Gefühlen“ (ebd.). Die Einsicht, „daß Dummheit für Dumme unterhaltsam war“ (Kap. 5), erzeugt bei ihm eine Gefühl der Melancholie.
Die Kritik an der Welt des Lokaljournalismus gewinnt ihre Schärfe aus dem Kontrast zum literarischen Schreiben, den der Roman immer wieder thematisiert und an einigen Stellen paradigmatisch vorführt.
Über den Peter-Alexander-Film Im weißen Rößl heißt es im Roman:
„Der Film zog sich über eine Stunde lang hin, immerzu hin- und herschwankend zwischen peinlichen und verlogenen Details. Seine wichtigsten Bauteile (platte Dramaturgie, dümmliche Dialoge, alberne Handlung, absehbarer Plot) waren von bedrückender Einfalt. Besonders peinigend waren die so zahlreichen wie unmotivierten Gesangseinlagen von Peter Alexander.“ (Kapitel 4)
Aus diesem Eindruck generiert der Ich-Erzähler die Bruchstücke des Zeitungsberichts:
„Einen Strauß bunter Melodien präsentiert Peter Alexander in seinem neuesten Musikfilm … seinem zauberhaften Charme erliegt mit der Zeit auch das schüchterne Zimmermädchen Elfie …“ (Kapitel 4)
Genazino lässt seine Lokaljournalisten von einer Alternativexistenz als Literaten träumen. Als Lyriker und Romanciers wollen sie einen anderen Zugang zur Welt entdecken und orientieren sich dabei an großen Vorbildern. „Jeder, der will, darf sich Schriftsteller nennen oder sich für einen solchen halten.“ Aber die Zweifel des Ich-Erzählers wachsen: Das einzige, was die angeblichen Literaten pflegen, ist der Gestus des Schriftstellers, den jeder auf seine Weise zu verkörpern versucht, niemand veröffentlicht wirklich etwas. Was unterscheidet den Ich-Erzähler von ihnen? Vielleicht der Mut zur stillen Beobachtung, der Blick für verblüffende Bilder mitten im Fluss des Alltags. Am Ende des Romans kristallisiert sich für Weigand die Möglichkeit zu schreiben heraus.
„Erst in seiner allerletzten Zeile ist es endlich so weit, da sehen wir ihn warten ‚auf das Aufzucken des ersten Wortes‘. Wie großartig sie klingen, diese letzten sechs auf das erste Wort lauernden Worte. Doch damit aus ihnen ein Genazino-Satz wird, muss man die vorangegangenen dazulesen: ‚Ich sah auf mein Frühstück herunter und wartete auf …‘ Immer wieder wird hier das Großartige neben das Gemeine und Unscheinbare gesetzt, dem einen dadurch die Aura entzogen, dem anderen zugespielt. Der alltägliche Frühstücksteller und das Lauern auf den Augenblick der Inspiration sind sehr aufeinander angewiesen.“

### Frauen und Liebe
Weigands Liebesleben spiegelt die Entwicklung des Helden wider. In den ersten Kapiteln muss sich der Protagonist noch hauptsächlich von der Mutter abgrenzen, die sein Leben strukturieren und organisieren will. Seine erste Liebe zu Gudrun stellt in dieser Hinsicht einen Fortschritt dar, bleibt aber noch Kopfgeburt und Konstrukt ohne sexuelle Erfüllung. Sein erstes sexuelles Erlebnis findet Weigand dann auf Abwegen, in der sexuellen Begegnung mit seiner verheirateten und deutlich älteren Kollegin, Frau Kiefer. Die eigentliche große Liebe des Erzählers ist dann Linda, ebenfalls Journalistin und wie der Protagonist fasziniert von Literatur.
Weigands Mutter interessiert sich vor allem für die berufliche Zukunft des Sohnes. Als später Ödipus hatte ihr der Ich-Erzähler mit 14 geraten, sich scheiden zu lassen (vgl. Kap. 1), die Mutter blieb aber in der Ehe, „sie wurde von Jahr zu Jahr stummer und schwächer“ (ebd.). Wie die von Weigand beobachteten Teilnehmer am Gesangswettbewerb träumt auch die Mutter von einem anderen Leben und wählt mit Liselotte Pulver einen Medienstar als Vorbild (Kap. 5). „Sie sah sich alle Filme von Liselotte Pulver an, manchmal nahm sie mich mit. In jedem Film war Liselotte Pulver lustig, zuversichtlich, schlagfertig, draufgängerisch, humorvoll und gewinnend. In allen Punkten war Mutter das krasse Gegenteil.“ (Kap. 5) Desillusioniert beobachtet der Ich-Erzähler das immer neue Scheitern der Versuche seiner Mutter, durch die Orientierung am Vorbild der Tristesse ihres Lebens zu entkommen.
Am Anfang des Romans plant der Erzähler eine gemeinsame Zukunft mit der Sekretärin Gudrun. Vom Möbelkauf bis zur Kinderzahl wird alles durchdacht, ein gemeinsames Sparbuch eingerichtet. Dennoch finden wirkliche Gespräche zwischen den beiden nicht statt, Weigand hält ihr stattdessen „Großvorträge“ über Literatur. Auch das sexuelle Interesse an der Verlobten hält sich in Grenzen. „Allerdings war ich damals der Ansicht, daß sich ohnehin kein Mensch ein ganzes Leben lang für einen anderen Menschen interessieren könnte. Bei den meisten, zu denen Gudrun vielleicht gehörte, gelang nicht einmal ein Anfangsinteresse.“ (Kapitel 2) Bei einem letzten gemeinsamen Tag im Freibad wird den beiden klar, „daß sie doch kein Paar sind.“ (Kap. 4) Kühl werden schließlich Sparbuch und Beziehung aufgelöst.
Die erste sexuelle Erfahrung macht Weigand stark alkoholisiert mit seiner älteren Kollegin, Frau Kiefer. Genazino inszeniert den Beischlaf als absurde Situation im Bus zwischen den betrunkenen Kollegen. Immer wieder schlafen die beiden ein, schlafen aber schließlich doch zusammen. Die Begegnung bleibt folgenlos. Als Weigand Frau Kiefer mit Mann und Kind im Kaufhausimbiss begegnet, weiß er, dass es bei einer Episode bleiben wird. „Genazino ist ja auch ein trister Meister hilfloser Paarungsszenen.“
Linda ist die wirkliche Liebe Weigands, sie teilt mit ihm nicht nur die journalistische Tätigkeit, sondern auch die Faszination für Literatur. Sie verschafft Weigand Zugang zu einer Literatenszene, die sich allerdings schnell als hohl entlarvt: Die Romanprojekte und lyrischen Ambitionen erweisen sich als bloßer Gestus, um sich interessant zu machen oder den Niederungen des Provinzjournalismus zu entkommen. Dennoch bleibt die Faszination Weigands für Linda, die er hellsichtig beobachtet. Reinhard Baumgart sieht in der Figur Linda auch das zentrale Spannungsmoment des Romans.
„Diese Linda, immer wieder auftauchend und abtauchend, setzt in Genazinos still vor sich hintreibende Prosa etwas, womit sie und wir Leser gar nicht rechnen: Spannung – die simple, bange Frage, wie es denn nun wohl weitergehen wird mit diesen beiden und ihrer Geschichte. Es geht, um nur so viel zu verraten, eben gar nicht weiter, es bricht jäh ab. Lindas Verschwinden reißt ein großes, wehes Loch ins Buch und auch in dessen Protagonisten. Und wieder staunt man, wie gefasst und sanft sie beide auch mit Trauer umzugehen wissen: „Die Nachricht verlangsamte mein Denken“ – so fast stumm wird hier der Verlust bedacht.“
Linda erhängt sich schließlich im Haus ihrer Eltern. Ihr Selbstmord macht den Roman nicht zur Tragödie, der Ich-Erzähler setzt seine Beobachtungen fort, auch auf Lindas Beerdigung in einem norddeutschen Ort am Meer. Die Erzählweise bleibt nüchtern und distanziert. Vielleicht wird der Tod Lindas aber doch zu einem Ausgangspunkt für eine ernsthafte literarische Karriere, „am Ende … das alte, fragwürdige Wunder, die Verwandlung von Schmerz und Mädchenopfer in Klage und Literatur“.
„Doch Genazino entfaltet hier nicht nur gekonnt in wenigen Szenen die komplexe Liebesgeschichte zweier Menschen, die beide aus der verachteten Wirklichkeit in die Kunst zu fliehen versuchen. Er führt anhand von Lindas Schicksal auch vor, wie gefährdet Hoffnungen sind, die in die eigene künstlerische Arbeit gesetzt werden und wie katastrophal sie scheitern können.“

### Entfremdeter Alltag in der Adenauerzeit

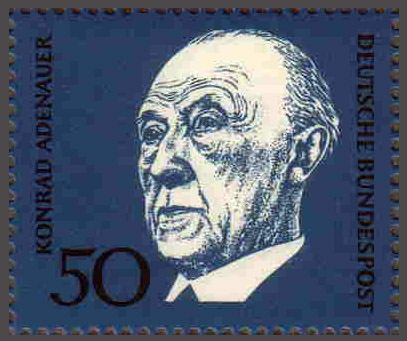
Konrad Adenauer, Briefmarke von 1968

Ein Thema des Romans ist der entfremdete Alltag in der ausgehenden Nachkriegszeit: „Die Gesichter der Menschen waren voller eingestandenem Entsetzen.“ (Kap. 5) Mitten im deutschen „Wirtschaftswunder“ bleibt der traumatische Eindruck von Krieg und Nationalsozialismus präsent. Eine wirkliche Kommunikation darüber findet nicht statt.
Genazino macht die Präsenz der düsteren Kriegserinnerungen im Leben der Älteren vor allem in Erinnerungsfetzen Weigands an die eigene Kindheit, kleinen Nebenbemerkungen und verstreuten Episoden deutlich. Es sind zunächst die muffigen Räume des Café Hilde „mit dunkelbraunen Tapeten“, die an die Nachkriegszeit erinnern. „Das Café Hilde (und ein erheblicher Teil seiner Besucher) war aus der Nachkriegszeit übriggeblieben.“ (1. Kap.)
Auch die Menschen leiden unausgesprochen unter den Folgen des Krieges. Gudruns Vater ist im Krieg gefallen, Mutter und Tochter leben in einer ärmlichen Souterrainwohnung (Kap. 1). Der Redner der IG Chemie auf der Maikundgebung, über die Weigand berichtet, „war ein typisches Nachkriegsgesicht: grau, einsam, mager, faltig.“ (Kap. 2) Viele ältere Männer sind kriegsbeschädigt, so der einarmiger Redakteur der Wirtschaftsredaktion (Kap. 4) oder einer der Nachbarn in Weigands Kindheit, der schließlich verzweifelt Selbstmord beging (Kap. 6). Andere Männer sind psychisch geschädigt, so etwa der seltsame Besucher in der Redaktion, der eine Eingabe an Adenauer veröffentlicht haben will, einer von den „alten, ungepflegten, mit leiser Stimme sprechenden Männern“ (Kap. 4), die den Anschluss an die Realität nicht mehr schaffen. Am Ende des Romans erkennt der Erzähler die Wirkung der düsteren Erinnerungen auch auf seine Eltern: „Der Krieg hatte meine Eltern grob, stumm und müde gemacht.“ (Kap. 8) Ein anderer Hinweis auf die historische Situation sind die regelmäßig genannten Autoren der Nachkriegsliteratur.
Insgesamt geht es um die psychologische Entwicklung der Bundesrepublik, um innere Befindlichkeit und Veränderungen des Alltags, nicht um die große Politik. Genazinos Romane sind „von Anfang an dem Unbewußten auf der Spur, das dieser Gesellschaft zugrundeliegt“. Die „stickige Luft der Nachkriegszeit“ Freiheiten und Zwänge charakterisiert Genazino durch das Alltagsleben der Menschen in Cafés und Kantinen, im Arbeitsalltag wie in Freizeit und Konsumverhalten.
Die Massenkultur um 1960 setzt dem Entsetzen des verdrängten Krieges ein süßliches Zerrbild entgegen, Träume, ein Star zu werden wie Rex Gildo oder Peter Alexander, denen man auf blamablen Wettbewerben nacheifert, „Italienische Wochen“ im Kaufhaus Hertie, Träume vom Ruhm, wie ihn der kränkliche Rentner träumt, der den Eiffelturm maßstabsgerecht aus abgebrannten Streichhölzern nachgebaut hat.
„Mit leichter Hand bettet Genazino diese Geschichte einer glückenden Selbstrettung und einer missglückenden Liebe ein in ein Porträt der späten Adenauer-Ära. Ganz wenige, aber stimmungsintensive Details genügen ihm, den einschneidenden historischen Abstand spürbar zu machen, der uns heute von jenen Jahren kurz vor dem Beginn der Studentenbewegung trennt. Doch anders als Wilhelm Genazinos finstere Flaneure ergeht sich Weigand nicht demonstrativ im Leiden an seiner Zeit. Er entdeckt sie vielmehr mit einer kritischen Neugier, aber auch einer Begeisterungsfähigkeit, die wunderbar zu seiner Jugend passt.“
Genazinos Roman charakterisiert die in den Medien der Zeit gespielte Einfalt als profitorientierten Betrug. Vom geschassten Redakteur, der gezielt verdeckte Werbung in seinen Artikeln platziert hatte, bis zum Italienboom zielen die hochmütigen Macher auf das Geld der naiven kleinen Leute.
„Nach dem Ende des Naziterrors sind die Deutschen in die Geschichtsstille eingetreten. Jetzt dürfen sie entdecken, daß es einfache Seligkeiten gibt (Strohhüte, Süßigkeiten, Strandschuhe), die zum Leben völlig ausreichen.“ (Kap. 5)
Kultur und Konsum wirken als Masken für die darunter liegende Traumatisierung. Der Erzähler selbst kommt sich schon als kleiner Junge „wie eine verkleidete Puppe vor“ (Kap. 5), als ihn der schweigsame Vater mit Trachtenjacke und Lederhose als kleinen „Kunstbayer“ (Kap. 5) ausstaffiert. Die Kindheit erscheint ihm als „Ursprung aller Lächerlichkeit“ (Kap. 5).
Trotz der florierenden Wirtschaft, die auch Randständigen Arbeitsmöglichkeiten eröffnet, existiert die Rücksichtslosigkeit im Umgang mit sozial Schwachen ungemindert weiter. Täglich rekrutiert die Speditionsfirma Tagelöhner in der Außenstelle des Arbeitsamtes. Der „Gestank“ in der Tagelöhnerhalle, „halb zerlumpte, trübe blickende Männer“ (Kap. 7) lassen den Erzähler an Dostojewskis Aufzeichnungen aus einem Totenhaus denken. Wie die Niederungen des Lokaljournalismus erscheint auch die Karriere in der Spedition zunehmend in düsterem Licht: „Es drängte mich nicht, ein elender Arbeiter zu sein, der noch elendere Arbeiter für brauchbar oder nicht brauchbar befand. Es verlangte mich aber auch nicht danach, beim Tagesanzeiger mehr und mehr zu verdünkeln und am Ende in meinem eigenen Hochmut unterzugehen.“ (Kap. 7)
Auf der Suche nach einer Alternative entwirft sich der Protagonist als Beobachter, der „Dinge und Ereignisse“ beobachtet (Kap. 7). Er fasst Mut, seine „Zeit zu vergeuden“, sich selber und die Dinge „in der vergehenden Zeit zu belauschen“ (ebd.).
„Dem steigenden Überdruss an beiden Tätigkeiten entgeht Weigand nur dadurch, dass er sich den Dingen auf neue Weise zuwendet: »Es war, als könnte ich meinem eigenen Blick dabei zuschauen, wie er aus einer bloßen Ansammlung von Gegenständen eine wunderbare Verschwisterung der Dinge machte (…). Es geschah nichts, ich fühlte die Erregung eines neuen Lebens« (Eine Frau, eine Wohnung, ein Roman, S. 155 f.) »Eine Frau, eine Wohnung, ein Roman« ist der erste Teil eines Lebensromans, der das gesamte bisherige Erzählwerk Genazinos noch einmal einholt beziehungsweise vorbereitet. Von dieser hier erreichten Position aus gewinnt das zukünftige Leben eine unzweifelhafte Gültigkeit – als Roman: »Ich zweifelte nicht, daß ich mich in einem ungeschriebenen Roman bewegte« (Eine Frau, eine Wohnung, ein Roman S. 160)“
Wilhelm Amann sieht in Genazinos Verortung der Handlung in die frühen 60er-Jahren einen Verzicht auf spektakuläre historische Ereignisse und bezieht sich dabei auf Genazinos oben zitierten Begriff der „Geschichtsstille“. Weigands Bemühungen um eine literarische Gegenwelt entwickelten sich daher vor einem Hintergrund „fortwirkender kleinbürgerlicher Wertvorstellungen“, wie sie Weigands Vater repräsentiere, und die Weigands Mutter in die Resignation trieben.

### Arbeiter und Angestellte
Genazinos erster literarischer Erfolg, die Abschaffel-Trilogie, hatte sich intensiv mit den Niederungen des Angestelltendaseins beschäftigt. Später standen dann randständige Flaneure im Zentrum seiner literarischen Produktion. „Eine Frau, eine Wohnung, ein Roman“ erzählt nun erstmals aus der Perspektive eines werdenden Schriftstellers, es ist der erste Künstlerroman Genazinos. Dennoch setzt sich Genazino auch hier mit dem Alltag von Angestellten um 1960 auseinander, den er mit der Lebenshaltung und Erscheinung der Arbeiter kontrastiert.
Zunächst einmal scheint es nur hierarchische Begegnungen zwischen den Schichten zu geben. Auf dem Betriebsausflug der Spedition sieht Weigand zum ersten Mal „Arbeiter und Angestellte in einem Raum“ (Kap. 3) Als Weigand sich einen Platz sucht, fühlt er sich zunächst „mehr zu den Arbeitern hingezogen“ (ebd.), ist dann aber doch von ihrem Verhalten, von den „von ihnen hervorgebrachten Bildern“ (Kap. 3) abgestoßen. Das „unbegreifliche Leben der Arbeiter“ kennzeichnet der Roman zunächst negativ: „Sie schienen ihre Dumpfheit nicht zu bekämpfen. Sie erlaubte ihnen, als Halbtote durch das Leben zu kommen.“ (Kap. 1) Auf der Maidemonstration wirken die Arbeiter wie Fremdkörper im öffentlichen Raum. „Sie ahmten ein feierliches Umherwandeln nach, das scheiterte, weil sie nur einmal im Jahr öffentlich umherwandelten.“ (Kap. 3) Andererseits ist sich Weigand sicher, dass keiner der Speditionsarbeiter ihn beim Chef wegen seiner Pressearbeit beim Tagesanzeiger verpfeifen würde. Er weiß, „daß ein Arbeiter nicht freiwillig den Mund aufmachte, schon gar nicht gegenüber einem hohen Chef.“ (Kap. 3)
Auf dem Betriebsausflug sitzen Arbeiter und Angestellte getrennt, die Arbeiter trinken aus der Flasche und zeigen unappetitliche Essmanieren, „… wenn ein Arbeiter trank, sagte die Flasche in seiner Hand: Wir beide, du und ich, fürchten uns vor den Labyrinthen der Verfeinerung, wir bleiben bei den Vorteilen der Einfachheit.“ (Kap. 3) Die Angestellten dagegen bestellen sich Gläser und halten in ihren dunklen Anzügen auf äußere Formen.
Im Roman gewinnen nur die Angestellten individuelle Konturen. Der Prokurist der Spedition tanzt nur aus Kalkül mit den Frauen der Arbeiter. Seine harte Haltung gegenüber den Arbeitern kommt vor allem in der Tagelöhnerepisode zum Ausdruck. „Achten Sie darauf, daß Sie immer zuwenig Leute haben, niemals zuviel. Es darf nicht vorkommen, daß Arbeiter untätig herumstehen, sagte der Prokurist.“ (Kap. 7) Als einer der bereits verpflichteten Tagelöhner sich seine bereits unterschriebene Vereinbarung nah vor die Augen hält, nimmt der Prokurist sie ihm aus der Hand „und zerriss sie vor seinen schlechten Augen.“ (Kap. 7)

### Doppelleben
„Mit siebzehn trudelte ich ohne besondere Absicht in ein Doppelleben hinein.“ Schon der erste Satz des Romans weist das literarische Motiv des Doppellebens als ein zentrales Thema des Romans aus. Der Ich-Erzähler Weigand bewegt sich dabei zwischen verschiedenen Polen. Augenfällig ist zunächst die berufliche Spaltung in die kaufmännische Lehre und die journalistische Arbeit. Auf einer psychologischen Ebene kann man aber auch eine Ichspaltung im Sinne Freuds beobachten: In vielen Situationen erfüllt der Erzähler äußerlich die Ansprüche der Realität, passt sich als Sohn, als Lehrling oder Reporter den an ihn gestellten Anforderung an. In Gedanken entwickelt er aber phantasievoll Gegenwelten und Sprachspiele, die ihm die Situation erst erträglich machen.
Vergleicht man Genazinos Gestaltung des Themas Doppelleben mit anderen Beispielen aus der Literaturgeschichte, wird die Position des Autors deutlicher. Bertolt Brecht gestaltet das Motiv des Doppellebens im guten Menschen von Sezuan in der Doppelrolle Shui Ta/ShenTe. Aus Verzweiflung über das Scheitern moralisch guten Verhaltens an der Realität des Kapitalismus erfindet und spielt Shen Te ihren Vetter Shui Ta, der mit allen Wassern gewaschen auf der Klaviatur des rücksichtslosen Wirtschaftslebens spielt. Brechts Konzept ist dabei klar in einer marxistischen Gesellschaftstheorie fundiert. Obwohl auch Genazino im Roman das Problem der rücksichtslosen Ausbeutung, etwa am Beispiel der Tagelöhner, in den Blick nimmt, ist seine Kritik der Gesellschaft grundlegend anders konstruiert. Die moralischen Konflikte Weigands kreisen nicht um die Pole Moral/Liebe contra Profit/Karriere, sondern eher um Hochmut und Bescheidenheit, Anpassung und heimliche Verweigerung. Weigands Weg ist die Suche nach individuellem Sinn im Umfeld gesellschaftlicher Plattitüden und Verdummung. Genazino legt nicht kollektiven Widerstand nahe, sondern eher die Suche nach einer befriedigenden Nischenexistenz:
„Ich meine, dass das Individuum in der Tat bedroht ist durch die fortschreitende Globalisierung und Ökonomisierung der gesamten Welt. Wenn man nicht in der Lage ist, ein paar subjektive, persönliche Lebenstechniken zu finden, die einem eine individuelle Welt sozusagen zur Seite stellen, dann sehe ich schwarz.“
Die Formulierung einer „Utopie für eine ganze Gesellschaft“ hält Genazino für eine maßlose Selbstüberschätzung Genazinos Perspektive ist das „äußerste einer privaten Utopie“, eine „Befreiung“ sei nur „individuell, punktuell“ möglich. Im Sinne von Becketts „Labsal der Fluchten“ beschreibe sein Schreiben „die negativen bis positiven Fluchten“.
Ein anderer Vergleichspunkt wären Auslegungen des Motivs, wie sie etwa in Folge von Der seltsame Fall des Dr. Jekyll und Mr. Hyde angegangen werden. Robert Louis Stevenson gestaltete in seinem Roman den Kontrast zwischen angepasstem bürgerlichen Leben, wie es der Wissenschaftler Dr. Jekyll verkörpert, und der Doppelexistenz als Krimineller (Mr. Hyde), in der Jekyll seine dunkle, triebhafte Seite ausleben kann. Hat bei Stevenson das Doppelleben die Funktion, einen Bereich für die im Viktorianischen Zeitalters unterdrückten Triebe zu eröffnen, funktioniert bei Genazino die Entlastung durch das Doppelleben grundlegend anders. Sowohl als Journalist als auch als Lehrling verhält sich Weigand angepasst. Allein das Wissen um den jeweils alternativen Lebensbereich entlastet den Erzähler, wenn er unter Druck gerät. Als ihn der Prokurist in der Spedition zeitweilig schikaniert, tröstet ihn der Gedanke, er werde später über ihn schreiben. Andererseits ermöglicht ihm das Einkommen aus der Spedition, die Anpassung an den „Kitschpfützen“-Journalismus zu begrenzen und das angebotene Volontariat abzulehnen.
Ein anderer Aspekt des Doppellebens ist die gezielte Absicherung des literarischen Schreibens durch einen Brotberuf. Während Genazino den Roman verfasste, hielt er 2002 während der Herbsttagung der Deutschen Akademie für Sprache und Dichtung einen Vortrag über literarische Erfolglosigkeit. Er zitiert in dieser Rede William Faulkner mit der Empfehlung an seine Schriftstellerkollegen, ihr Leben durch einen handwerklichen Zweitberuf abzusichern. Er kontrastiert diese realistische Auffassung mit den massiven Finanzproblemen großer Autoren wie Robert Musil und Undine Gruenter, die aufgrund eines „majestätischen“ Selbstgefühls jede Beschäftigung außerhalb des Schreibens grundsätzlich abgelehnt hätten.
„Man muß dafür nicht einmal Faulkners Idee bemühen. Vorbilder für ein Doppelleben gab es (gibt es) auch in der deutschen Literatur. Ich erinnere an die älteren Modelle Joseph von Eichendorff und E.T.A. Hoffmann, die tagsüber als Juristen wirkten und in ihrer Freizeit als tätige Romantiker hervortraten; ich erinnere an Kafka, Döblin und Benn, die wir uns ohne ihre bürgerlichen Berufe nicht mehr vorstellen können.“
Er weist darauf hin, dass Musil Maschinenbau studiert hatte und als Ingenieur hätte tätig werden können, dass also seine unverdiente Erfolglosigkeit Produkt seiner „Weltverhöhnung und seines Hochmuts“ gewesen sei. Ähnlich habe Italo Svevo ausschließlich im Schreiben sein „Heil“ gesucht. „Eine krassere Überwertigkeit des Schreibens läßt sich kaum phantasieren.“ Unter verdecktem Hinweis auf sein eigenes Romanprojekt führt Genazino aus, wie Svevo mit seinem ersten Roman „Una Vita“, der das Leben eines Angestellten schildere, der Schriftsteller werden will, gescheitert sei. Er folgert daraus, dass es in der Kultur keinen Anspruch auf Erfolg geben könne, nicht einmal das Recht auf Rezeption. Zudem sei der Schriftsteller auf die Bestätigung anderer angewiesen, ohne diesen selbst Anerkennung bieten zu können. „Nach Hegel ist eine solche Einseitigkeit zum Scheitern beziehungsweise zum Unglück mit sich selbst verurteilt.“ Der Mangel an Anerkennung führe bei vielen Autoren zu einer Form der Selbstbestätigung, die man als Verschrobenheit bezeichnen könne. Wilhelm Genazino beendet seine Reflexionen zum literarischen Scheitern mit der defensiven Bemerkung, er sei „belehrt, daß jeder Schreibende sein eigener Illusionsproduzent ist und daß nicht einmal Schriftsteller Schriftstellern Ratschläge erteilen sollten.“ Der Roman „Eine Frau, eine Wohnung, ein Roman“ ist auch als literarische Reflexion zu lesen, inwiefern ein Doppelleben Grundlage für ein erfolgreiches Schriftstellerleben sein kann. Im Roman formuliert Genazino eine wesentlich eindeutigere Antwort als in seiner Rede. Gerade aufgrund seiner bewussten Entscheidung für das Doppelleben und gegen den Hochmut des Schreibenden gewinnt Weigand Perspektiven, sowohl für sich als Mensch als auch als literarischer Beobachter.
Tilman Spreckelsen sieht in der Balance zwischen Verweigerung, Unbehagen an der Arbeitswelt, planloser Tagesgestaltung und Selbstbeobachtung auf der einen Seite und „dem als notwendig erkannten Bestreiten des Lebensunterhaltes“ ein Charakteristikum vieler Figuren Genazinos. Auch Weigand, der Held des Romans, sucht genau diesen Kompromiss. Dabei münde das „Misstrauen gegenüber Regeln und Gepflogenheiten“ häufig in der „obsessiven Beobachtung der Umgebung und der eigenen Person, in einen raschen Wechsel aus Befremdung oder dem Gefühl einer oft und variationsfreudig beschworenen Peinlichkeit und gelegentlichen euphorischen Momenten.“ Dies führe häufig zum Lösen von Verbindungen.
Im Roman geht Weigand immer wieder Bindungen ein, um diese später zielstrebig wieder zu relativieren oder ganz aufzulösen, etwa die Beziehung zu seiner Freundin Gudrun oder im Bereich des Tagesjournalismus. Dabei versucht Weigand nach Spreckelsen konsequent, jede Peinlichkeit zu vermeiden, wie sie ihm etwa auf dem Gesangswettbewerb in Reinform begegnet. Peinlich wirke auf Weigand vor allem der naive Versuch, Vorbildern nachzueifern, ohne „adäquate Selbstbeobachtung“ und ohne Sensorium für die Wirkung auf andere.

## Literarische Form

### Chronologie
Das Material der Erzählung ist weitgehend chronologisch angeordnet mit regelmäßigen kurzen Rückblenden auf die Kindheit des Erzählers. Die erzählte Zeit beginnt etwa mit dem Jahreswechsel 1959/1960. Wie der Autor Wilhelm Genazino (* 22. Januar 1943) ist der Ich-Erzähler Weigand um diese Zeit 17 Jahre alt. „Mitte Februar“ findet die Mutter die Lehrstelle, zum 1. April beginnt der Autor seine Lehre bei der Spedition (1. Kap.) Am letzten Sonntag im Mai erhält Weigand das Angebot als Pauschalist zu arbeiten (Kap. 2), 14 Tage später findet der Betriebsausflug statt. Die Vertretungsstelle beim „Tagesanzeiger“ tritt der Erzähler am Montag, dem 2. Juli für 3 Wochen an. Am Ende der Vertretung erwähnt der Erzähler, dass er inzwischen 18 Jahre alt geworden ist (Kap. 7).
Der Theaterbesuch, bei dem er dem Prokuristen zum ersten Mal privat begegnet, findet ein Wochenende nach der Urlaubsvertretung statt, am Montag darauf wird Weigand zum Vorarbeiter befördert. Eine Woche nach Beginn der Arbeit als Vorarbeiter lehnt Weigand das Volontariat ab (Kap. 8). Kurz darauf mietet er die Wohnung an.

### Leitmotive

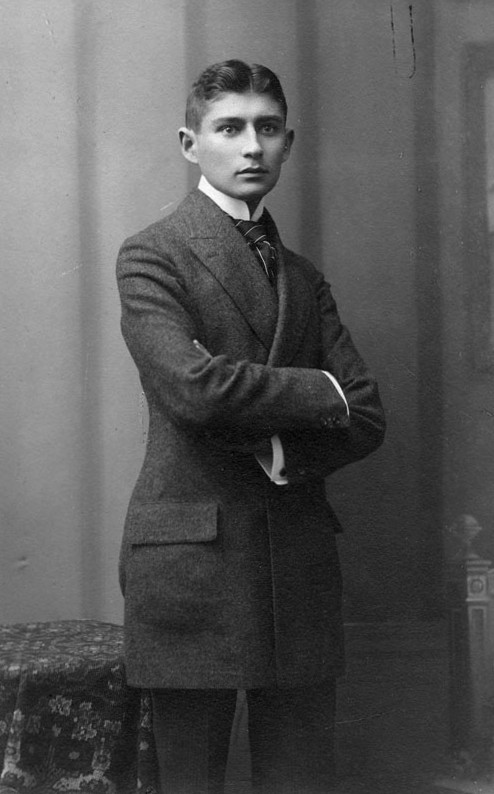
Franz Kafka 1906

Im Zuge der Alltagsbeobachtungen des Ich-Erzählers tauchen bestimmte Themen und Motive leitmotivisch immer wieder auf. So werden Eindrücke vom Leben der Menschen in der ausgehenden Nachkriegszeit, von der Lebenshaltung der kleinen Leute und Arbeiter, vom Verhalten von Kindern und ihren Müttern nicht systematisch entwickelt, sondern dezent in Randbemerkungen und kleinen Beobachtungen dargestellt.
Einige der Motive durchziehen mehrere Romane Genazinos, so etwa Verweise auf Franz Kafka, die in der „Abschaffel“-Trilogie wie im Roman „Der Fleck, die Jacke, das Zimmer, der Schmerz“ aus dem Jahre 1989 und seitdem immer wieder auftauchen.
Zum einen lösen die Verweise auf Kafka Reflexionen über die Literatur aus, Kafka ist „Kronzeuge für das unermeßliche, aber heillose Wissen der Literatur“. Zum anderen steht Kafka für den „Riß zwischen sich und der Welt“, der jedoch auch eine komische Seite hat. Im Roman küsst Weigand Gudrun leidenschaftlich, nachdem er ihr einen langen Vortrag über Kafka gehalten hat. Die beiden halten dies für ein „Zeichen“ ihrer Liebe, aber der Erzähler ahnt, dass er „durch Gudrun hindurchküßte und im Hintergrund Kafka dafür dankte, weil er [ihn] wieder so lebendig gemacht hat.“ (Kap. 1)
In einer anderen Situation gibt Weigand seiner Mutter Kafkas Brief an den Vater zu lesen. Auf die begeisterte Reaktion seiner Mutter hin, fragt der Erzähler, ob sie Kafka einmal zum Mittagessen einladen würde. Es bleibt offen, ob sich die Mutter nur zum Schein auf dieses „Spiel“ einlässt. (Kap. 1) Franz Kafka wird aber auch zum Verbindungselement zwischen Linda und Weigand: Er lernt sie kennen, als er am Pressetisch bei der Maikundgebung mehr zu sich selbst einen der Redner mit Kafka vergleicht. Auf ihre kompetente Antwort hin, stellt Weigand fest, dass er „zum ersten Mal auf einen Menschen gestoßen war, der von der Literatur ähnlich stark gesteuert war wie ich.“ (Kap. 2) „Es ist eine zart angedeutete Liebe, bei der schon ein flüchtiges Streifen mit der Hüfte beim Aufstehen aus dem Sessel große Sensationen schafft. Mit Linda kann er über Kafka sprechen, sie kontert mit Joseph Conrad.“
Kafka steht auch für das Doppelleben, für das Nebeneinander von Brotberuf und Literatur, die „Spannung zwischen Literatur und Leben“ die auch Weigand erfährt. Helmut Böttiger sieht in Kafka eines der wichtigen literarischen Vorbilder Genazinos. „Die Literatur, das ist auch der wunde Punkt von Wilhelm Genazino. … Kafka war ja nicht zufällig Angestellter bei einer Arbeiter-Unfallversicherungsanstalt, und deswegen haben beträchtlich viele Figuren bei Genazino ähnliche Berufe.“
Weigands und Genazinos Projekt ist es, die Abgründe des eigenen Lebens, die Alltagsbeobachtungen und Nöte zu Texten zu formen, in Literatur zu verwandeln. Kafka erscheint hier als das große Vorbild, vielleicht durch die Radikalität, mit der er die Katastrophen seines Lebens mit feiner Ironie literarisch verarbeitet hat. „Kafka ist für Wilhelm Genazino ein immerwährender Bezugspunkt – er dient ihm als Beleg für die sonderbare und aufregende Verbindung von Literatur und Leben wie auch als Garant für seine „Theorie der Verborgenheit“. An der verletzlichsten, offensten, an der intimsten Stelle steht immer Kafka. Genazino scheint sich richtiggehend einen Spaß daraus zu machen, in jedes seiner Bücher Kafka einzuschmuggeln.“

### Bildungsroman
Die Fachliteratur diskutiert zunächst die Frage, wie sich Genazinos Roman zur literarischen Tradition des Bildungsromans, genauer des Adoleszenzromans verhält. Wilhelm Amman sieht Genazino in der Tradition des Wilhelm Meister, da Weigand wie Goethes Protagonist versuche, dem Angestelltendasein als Künstler zu entkommen. Wie Gottfried Kellers Grüner Heinrich habe Genazinos Weigand die Niederlage eines Schulverweises und ein beschädigtes Familienleben zu verarbeiten und sei zudem ebenfalls ein fleißiger Autodidakt. Im Unterschied zur modernen Form des Bildungsromans sei aber die Entwicklung Weigands nicht auf „Desillusionierung“ und „radikale Auslöschung des Subjekts“ angelegt. Auch Gustav Seibt sieht in Genazinos Werk eine unaufgeregte Variante der Gattung und spricht aufgrund des geringen Umfangs und des Verzichts auf Bildungshuberei von einem Bildungsroman im „Bonsai-Format“.
Auch Tilman Spreckelsen sieht Elemente „einer klassischen Initiationsgeschichte“ wie das Verlassen des Elternhauses, die erste sexuelle Erfahrung, die erste eigene Wohnung. Gleichzeitig sieht Spreckelsen aber auch gegenläufige Signale: Es fehle eine Gemeinschaft Erwachsener, in die Weigand sich integrieren wolle, er fragt sich, „ob man es hier nicht geradezu mit einer Anti-Initiation zu tun hat, mit der listigen Verweigerung von Zugehörigkeit, die sich diskret – und umso effektiver – im Gewand der Bereitschaft zur Integration vollzieht“. Die spezifische Strategie Weigands und anderer Protagonisten Genazinos sieht Spreckelsen in einer Kompromissbildung. Trotz innerer Distanz zur Arbeits- und Medienwelt und gezielter Zeitvergeudung verlören sie nicht das Gefühl für erfolgreiche Lebensstrategien.
Claudia Stockinger sieht ein Vorbild Weigands in Franz Kafka und dessen Doppelleben als Autor und Angestellter und verweist darauf, dass sich schon der Held von Genazinos Abschaffel-Trilogie im Lichte der Verwandlung als Tier gesehen habe, das auf dem Boden einer Imbissstube herumkrieche. Im Abschaffel-Roman wie in „Eine Frau, eine Wohnung, ein Roman“ erscheint dabei die Anspielung auf Kafka durch den Kontext satirisch verzerrt: Weigand hatte seiner Mutter Kafkas Brief an den Vater zum Lesen gegeben und sie anschließend gefragt, ob er den Herrn Kafka einmal zum Essen mitbringen dürfe.
Reinhard Baumgart betont in seiner Rezension für Die Zeit die besondere Form, die Genazino dem Konzept Bildungsroman gebe. Das Entwicklungskonzept sei verborgen hinter einer spezifischen Mischung aus Banalität und Momenten der Inspiration.
„Immer wieder wird hier das Großartige neben das Gemeine und Unscheinbare gesetzt, dem einen dadurch die Aura entzogen, dem anderen zugespielt. Der alltägliche Frühstücksteller und das Lauern auf den Augenblick der Inspiration sind sehr aufeinander angewiesen. Jeder neue Anlauf zu seelischem Aufschwung ist demütig dankbar, wenn ihm schon vor dem Absprung die Luft ausgeht. Man merkt also erst nach einer Weile, dass Genazino hier tatsächlich seinen Stephen Daedalus, seinen Tonio Kröger und Malte Laurids Brigge erzählt, das Porträt des Poeten als junger Mann und junger Hund, die allmähliche Verfertigung des Schreibens beim Leben. Und dazu noch einen Abschied von den Eltern, durch den Auszug in die erste eigene Wohnung.
Genazino gestaltet den Auszug Weigands aus der elterlichen Wohnung äußerlich undramatisch, macht aber doch den tiefen Bruch seines Protagonisten mit der Vorgängergeneration deutlich. Den Vater interessiert angesichts des geplanten Auszugs vor allem der drohende Wegfall der finanziellen Beiträge des Sohnes zum Familienbudget. Weigand beantwortet die unausgesprochene Frage des Vaters nach seiner finanziellen Lage mit Schweigen: „Zum ersten Mal war er es, der zwischen uns zum Opfer eines Schweigens wurde.“ (Kap. 8) Angesichts seines Abschiedes reflektiert der Ich-Erzähler seine kindliche Angst, wie die Mutter vom Vater wie ein Stück Seife bis zur völligen Auflösung zerrieben zu werden. Er fragt sich, ob die Mutter erst durch den Ehemann „ein wenig derb“ (Kap. 8) geworden, oder immer schon „unzart“ gewesen sei. Er resümiert seinen Auszug im inneren Monolog als Abschied vom „Elterngerümpel“.

### Erzähler und Autor
Genazinos Variante des Bildungsromans wird aus der Perspektive eines ironisch-distanzierten Ich-Erzählers entwickelt. Dabei bleibt der Erzähler meist nah am inneren Erleben des 17-jährigen Weigand, nur an wenigen Stellen wird diese personale Erzählhaltung durchbrochen und der zeitliche Abstand zwischen Erlebnissen und Niederschrift verdeutlicht. „In dieser Zeit hatte ich noch nicht den Mut, das Leben unverständlich zu nennen“, heißt es etwa im fünften Kapitel. Die deutlichste auktoriale Bemerkung findet sich im letzten Kapitel: „Der Krieg hatte meine Eltern grob, stumm und müde gemacht. Erst zwanzig Jahre später war es mit möglich, mich in dieses Restkriegsleben angemessen einzufühlen.“
Erzählt werden Ausschnitte aus dem 17. und 18. Lebensjahr des Protagonisten, ergänzt um regelmäßige kurze Rückblenden zur Kindheit. Der Roman beginnt an einem Bruchpunkt: dem Scheitern am Gymnasium. Über die Begründung einer beruflichen Existenz hinaus geht es um die Gewinnung von Lebenszielen, einer Perspektive als Schriftsteller.
„Der Leser begleitet diesen jungen, schweigsamen und in Reflexionen über sich und seine Umwelt versunkenen Menschen auf seinem Weg von der Fremd- in die Selbstbestimmung, vorbei an den Stationen, die jeder Heranwachsende hinter sich bringen muss: langsame Abkapselung von den Eltern und ihrem »Gerümpel« von nicht vollzogener Scheidung, gegenseitiger Abnutzung und schließlich erfolgter Flucht in die Stille, erste sexuelle Erfahrungen und Wünsche mit und ohne Bedeutung, das Gewinnen der Stärke, sich aus einer stagnierenden Beziehung lösen zu können und – am wichtigsten – die langsame Bewusstwerdung dessen, was man im Leben eigentlich erreichen will.“
Einige Rezensenten suchen im Roman nach autobiographischen Spuren Wilhelm Genazinos, sehen im jugendlichen Helden des Romans ein Bild des Schriftstellers Wilhelm Genazino als junger Mann.
„Die Parallelen zu Genazinos Biographie scheinen offensichtlich: Die namenlose Stadt könnte durchaus Mannheim sein und Genazino, der als freier Mitarbeiter von Zeitungen zu schreiben begann, veröffentlichte mit Anfang Zwanzig den Roman »Laslinstraße«, der die Ausbruchsträume eines Schülers gegen Ende der Adenauer-Ära schildert. Doch es ist gleichgültig, ob Weigand, »linkisch bis zur Verhaltenslosigkeit«, Züge des jungen Autors trägt. Es ist nicht etwa so, daß man Weigand bewundert, im Gegenteil. Dadurch, daß er das Leben nur als Alibi fürs Schreiben betrachtet, geht er einem bisweilen sogar gehörig auf die Nerven – gerade weil er so oft ins Schwarze trifft. »Die Menschen brauchten von Zeit zu Zeit ein paar Abweichungen, damit sie um so unangefochtener in ihren Verhältnissen weiterleben konnten.«“
Die Vielschichtigkeit des Erzähler-Ichs sieht auch Wilhelm Amman teilweise darin begründet, dass die „Perspektive eines erinnernden Ichs“ die „Nähe zu den Erfahrungen des empirischen Autors“ suggeriere. Gleichzeitig sieht er in der späten Nennung des Namens des Erzählers im zweiten Kapitel Tendenzen zu einer für den Leser überraschenden „Fiktionalisierung des Erzähler-Ichs“. Amann spricht in diesem Kontext vom „Konstrukt des »impliziten Autors«“ Das Spiel der Identitäten zwischen Autor und Erzähler setzt sich fort in einer überraschenden auktorialen Bemerkung, die Amman zitiert. Fast am Ende des Romans heißt es:
„Der Krieg hatte meine Eltern grob, stumm und müde gemacht. Erst zwanzig Jahre später war es mir möglich, mich in dieses Restkriegsleben angemessen einzufühlen.“ (Kapitel 8)
Die Anbindungen des Romans an die Biographie Genazinos, die Verwechslungen von Autor und Ich-Erzähler, liegen sicher auch im Thema des werdenden Schriftstellers begründet. Wie Genazino sucht auch Weigand seinen Zugang zur Schriftstellerexistenz über journalistische Tätigkeiten. Genazino selbst hat bestätigt, dass der Roman in wesentlichen Aspekten seiner Vita folgt:
„Das ist durchaus in gewissen Teilen meinem Leben nachgeschrieben, diese langsame Entfernung vom Elternhaus und auch von der Welt der Schule. Aber man muss dazu sagen, dass das alles bereits geprägt war durch eine frühe Erfahrung des Schreibens. Ich habe nämlich bereits als Schüler angefangen für Zeitungen zu arbeiten; zuerst einmal für die dortigen Lokalzeitungen. Zu meinem Erstaunen war ich dabei rasch erfolgreich: Es ist natürlich schon ein großartiges Erlebnis, wenn man als 17-Jähriger Erfolg hat mit dem, was man tun möchte. Und damit war eigentlich die Berufslaufbahn vorgegeben.“
Wie Weigand war Genazino „ein totaler Schulversager“. Genazino gibt an, der sei „wegen Träumens und wegen Unfähigkeit“ und zu großem Interesse am Schreiben vom Gymnasium geflogen. Er habe damals anstatt an den Hausaufgaben „für vier Lokalzeitungen geschrieben“.
Auch bezogen auf die Stilmittel führt der Roman ein „Doppelleben“: Mit den Mitteln des erfahrenen Autors charakterisiert Genazino den Beginn einer literarischen Karriere, indem er ebendiese Stilmittel und Gedanken seinem jugendlichen Alter Ego zuschreibt. Dabei entwickelt der Roman eine „Rangordnung von Autorvorstellungen – vom Reporter hinauf zum Romancier“. Dieser Hierarchie entsprechend träumen viele Journalisten im Roman vergeblich vom „Aufstieg“ vom Lohnschreiber zum freien Literaten.
Das Verhältnis zwischen Autor und Text wird auch im Roman thematisiert. So diskutieren Linda und Weigand auf einer Pressekonferenz des Italienischen Fremdenverkehrsamtes, während sie auf den Redner warten, das Verhältnis zwischen Text, Leben, Autor und Leser. Da der Leser weiß, dass weder Weigand noch Linda wirklich über Schreiberfahrungen verfügen, liegt über der Debatte eine gewisse Ironie. Zudem ist aus der Beziehung Weigands zu Gudrun klar, dass seine Äußerungen zur Literatur auch die Funktion der Liebeswerbung haben. Trotz dieser Doppelbödigkeit des Dialogs schneiden die beiden Grundfragen des Schreibens an.
„Schreiben ist eine Bewegung, die uns mit dem Schmerz vertraut machen möchte, sagte Linda. Ist es nicht umgekehrt? fragte ich; verwandelt der, der schreibt, nicht die Unübersichtlichkeit des Lebens, das heißt seinen Schmerz, in die Übersichtlichkeit eines Textes? Das ist eine Illusion, sagte Linda. (…) Die Illusion der Klarheit kommt zustande, sagte Linda, weil der Text immer deutlicher ist als das Leben dessen, der ihn geschrieben hat.“
Die naiven und doch brillanten Aussagen Lindas und Weigands formulieren Fragen an die Literatur und witzige Bemerkungen, die ihren Horizont überschreiten und zudem angesichts der Wartesituation absurd wirken. Denkt der Autor beim Schreiben an den Leser? Ist der Autor letztlich selbst der Adressat, der sich seine Schmerzen erklärt, die zur Entstehung des Textes geführt haben? Wie können „die unklarsten Lebewesen, die überhaupt existieren so Klares wie Texte zustande bringen.“ Ist Literaturtheorie Kompensation für die Enttäuschung über Literatur? Ist Literatur der Ausdruck der „Entfernung des Autors von der Welt“? Das Gespräch bricht ab, der gutaussehende Dr. Alessio tritt herein, gefeiert von den anwesenden Damen.

### Sprachliche Gegenwelten

#### Distanz durch Sprachspiele
Bedeutsamer als äußerliche biographische Parallelen dürften jedoch die Darstellung der Schreib- und Denkprozesse des werdenden Autors sein. Wie Genazino ist Weigand fasziniert von Wörtern und Wortschöpfungen, die Gefühle, Bilder und Situationen auf den Punkt bringen. „Halbbitter“ erscheint dem Protagonisten die Situation in den Vorstellungsgesprächen und über die Faszination für den Begriff, den er auf einem Werbeplakat entdeckt, entgleitet ihm die reale Kommunikation (Kap. 1). Neologismen wie „Geschichtsstille“ als Charakteristik der Nachkriegszeit oder das neue Verb „verdünkeln“ (Kap. 7) für das sich wandelnde Selbstbild des jungen Journalisten könnten ebenso Genazino wie seinem Protagonisten zugeschrieben werden. Reinhard Baumgard sieht in Weigand einen weiteren „Sammler von Unscheinbarkeiten“, er sei wie Genazino ein „Spezialist für Epiphanien“. „Aus der schlichten Wahrnehmung, dass in einem Café jeder aufstehende Gast das Tischtuch verzieht, das dann Kellnerin oder Küchenhilfe wieder eilig zurechtzieht, entwickelt er eine grüblerische Phänomenologie und Poetik des UNAUFHÖRLICHEN: »Oder produzierte ich das UNAUFHÖRLICHE nur in meinem Kopf oder vielleicht nur in meinem Blick?«“
Die Wörter werden zur Gegenwelt zum als bedrückend empfundenen Alltag, die Reflexion über Sprache fungiert als Ausstiegspunkt aus allen Verwicklungen, als Gegengift zur Welt von „Normalität“ und Anpassung.
„Dass seine Stimmung wie des ganzen Romans trotzdem nur halbbitter bleibt und nicht ganz bitter wird, das liegt an den Wörtern. Die Wörter leisten Lebenshilfe, wenn sie so plötzlich wie das Wort „halbbitter“ aus dem Nichts, aus der Schokoladenwerbung auftauchen und ins Bewusstsein des Helden sinken. Der will sich mit Wörtern beschäftigen. Lesen und schreiben, weiter nichts.“
Nach Claudia Stockinger verleiht die „zum künstlerischen Akt“ erhobene Beobachtung den disparaten Gegenständen und Ereignissen des Alltags Sinn. „Genazinos Poetik des »bedeutungsvollen Sehens«“ mache aus dem Schaufenster eines Kohlenhändlers ein Kunstwerk, im Sinne der Romantik wende sich Weigand den Dingen poetisierend zu.
„Es war, als könnte ich meinem eigenen Blick dabei zuschauen, wie er aus einer bloßen Ansammlung von Gegenständen eine wunderbare Verschwisterung der Dinge machte: ein Mysterium mit mir selbst in der Mitte.“ (Kap. 8)
Auch Roman Bucheli betont in der Neuen Zürcher Zeitung die Schutzfunktion der begrifflichen Auseinandersetzung mit der Wirklichkeit. Weigand halte sich das „Ungemach“ vom Leib, indem er sich „mit den Mitteln der Sprache“ heraushalte. „An einzelnen Worten, die ihm zufliegen, klammert er sich fest, und allein durch die Aufzählung der Dinge verliert er «das Gefühl des Ausgeliefertseins».“
Die Distanz erobert sich Weigand durch die Distanz des literarischen Beobachters, durch gedankliche Skizzen, Wortschöpfungen und Reflexionen. Dabei geht der Betrachter ganz nah an die Dinge heran. „Wenn ich als Kind verzagt war, ging ich durch die Wohnung und öffnete alle Schubladen. Ich griff mit der Hand in die geöffneten Schubladen und wühlte wahllos in den Dingen. Schon bald endete die Verzagtheit und es begann die Beschäftigung mit einem Gegenstand.“ (Kapitel 8) Dieses geduldige Interesse an den Dingen ist konstitutiv für das Schreiben Wilhelm Genazinos. In einem Interview mit Jochen Kölsch hat er seine Phänomenologie des gedehnten Blicks an Beispielen dargestellt. Die geduldige Beobachtung von Spatzen etwa, die eine weggeworfene Musikkassette zum Nestbau verwenden, steht beispielhaft für eine geduldige Beobachtung der Welt, seien es Menschen, Naturvorgänge oder Dinge. „Ich schreibe heute sozusagen um der Gegenstände willen und um dieser Entzauberung bzw. Bezauberung – denn das liegt ja ganz dicht beieinander – inne zu werden.“
Die Dinge – so Roman Bucheli in seinem Aufsatz „Die Begierde des Rettens“ sind für die vom Verschwinden bedrohten Figuren Genazinos „Rückversicherung der Existenz“. Diese Konzentration auf die Dinge, das Festhalten an den unscheinbaren Gegenständen jenseits ihres Gebrauchswerts, sei zugleich Ausdruck von Innerlichkeit.
„So schaut uns aus Genazinos Büchern ein zugleich äußerst diskretes wie neugieriges Subjekt an, das von sich selbst nur wenig verrät, als was mittelbar erkennbar ist … Nicht was der Beobachter sieht, steht demnach im Fokus des Interesses, vielmehr die Reaktion des Beobachters selber und also die Empfindung, welche Beobachtung in ihm selbst auslöst.“
Marit Hofman sieht in der Selbstbeobachtung des Beobachters ein Bekenntnis Genazinos zum Konstruktivismus im Sinne der Systemtheorie Niklas Luhmanns. „Individuum im modernen Sinne ist, wer sein eigenes Beobachten beobachten kann.“ Am Ende des Romans „Eine Frau, eine Wohnung, ein Roman“ sei dies paradigmatisch umgesetzt, als Weigand sich selbst als Romanfigur zu erkennen scheine und sich in einen Romanschreiber, „in das erzählende Subjekt“ verwandle. Marit Hofman zitiert Genazinos Rede zum Bremer Literaturpreis, in der der Autor Lesen und Schreiben als Widerstandsformen gegen die durch Institutionen aufgezwungene Selbstbilder ausgemacht habe. Innere Bilder, die Eroberung der Sprache und Abweichung seien Wege, sich gegen die „Degradierung zum Untersuchungsobjekt“ zu wehren.
Genazino selbst sieht seine „Randständigkeit“ „beim Schreiben und beim Wahrnehmen“ als wirksamen Schutz, auch gegen das öffentliche Interesse an seiner Person. Als sich selbst beobachtender Beobachter verschaffe er sich eine entlastende Distanz.
Ausdruck ironischer Distanz zur Nachkriegswelt sind auch die humorvoll gewählten Namen vieler Romanfiguren. „Das Komischste an diesem liebevollen kleinen Roman sind die Namen seiner Figuren- da gibt es Frau Finkbeiner und Herrn Frühwirth, Frau Siebenhaar, Herrn Wettengel und Albert Mußgnug. Der „extrem reizbare Lyriker“ heißt Herr Schube und der Rentner Erich Wagenblaß, …“ Dass der Held Weigand heißt, „Kämpfer“ oder „Held“, hat zumindest einen ironischen Nebensinn.

#### Widerständige Bildwelten
Charakteristisch für Weigand wie Genazino ist weiterhin die Suche nach aussagekräftigen Bildern. Die stillende Frau auf einem vorbeifahrenden Kohlenschiff erinnert Weigand an Paradiesbilder aus dem kindlichen Religionsunterricht, auf denen Tiere und Menschen endlich in Harmonie und Frieden zusammenleben: „Das Bild des weißen Kinderkopfes und der weißen Brust genau neben einem schwarzen Kohlenhaufen war zum Niedersinken.“ (Kap. 7)
Bildern von Harmonie und Erotik setzt Genazino die reale Grausamkeit entgegen, Bilder von Jungen, die Frösche bis zum Zerplatzen aufblasen, die Tagelöhnerhalle, die Vorstellung von der erhängten Linda, für den Ich-Erzähler „der gewöhnliche Krieg“ (Kap. 7). Bucheli zitiert Genazinos Auffassung des Bildes als „Verweigerung des Erzählens“, zudem eröffne das Bild Spielräume für den „Roman des Lesers“.
Genazino hat das Phänomen des „gedehnten Blicks“ als „dauerhaftes Perplex-Sein der Aufmerksamkeit“ zu bestimmen versucht. „Perplex ist ein Wort aus dem Lateinischen, es meint: verdutzt sein, überrumpelt sein, sprachlos sein.“ Gegen die Betonung der Sprache als einzige Quelle des Bewusstseins durch die moderne Philosophie reklamiert er eine eigenständige Bedeutung des Sehens schon für das Kleinkind. Die „Blickkenntis der Welt“ sei eine möglicherweise unterschätzte Quelle für die Entwicklung des Ich. Diese Wahrnehmung durch Beobachtung sei aber von Anfang an bruchstückhaft, trotz der anfänglichen Hoffnung auf eine „unproblematische Verbundenheit mit allem und jedem“ durch das Auge. Genazino entwickelt aus dieser Desillusionierung eine Wahrnehmungsstrategie:
„Wir sehen jetzt affektiv, das heißt, wir gehen selbst dazu über, mit rätselhaften Blicken auf die Welt zu sehen. Wir geben, mit anderen Worten, der Außenwelt die Rätsel zurück, die uns bei ihrer Wahrnehmung nicht erspart geblieben sind, und zwar auf der Ebene des Austauschs von Blicken. Wir haben jetzt selbst einen gelernt rätselhaften Blick, der die Aspekte und Einzelheiten mischt, wie es den Bedürfnissen unseres Innenlebens gerade paßt.“
Aus dem Mangel „phänomengetreuer“ Erinnerung wird nach Genazino eine „unerwartete, verspätete Souveränität“. Aus dem „defizitären Kinderblick“ mache der „erwachsen gewordene Seher“ fröhlich „das Bedeutungstheater des Epiphanikers“. In Weiterentwicklung von James Joyce’ Konzept der Epiphanie entwickelt Genazino die „bewußte Aufholjagd des Sinns …, die uns mit neuen Einfällen versorgt. Der gedehnte Blick nimmt alles, was er sieht, sorgfältig auseinander und setzt es wieder neu zusammen … Der laufende Auseinander- und Wiederzusammenbau der Bilder ist unsere Technik, mit dem Problem fertig zu werden, daß auch der gedehnte Blick nicht alles zugleich und nicht alles sofort sehen kann.“ Genazino bezeichnet diese Technik als „raffinierte Perfektionierung unseres kindlichen Sehens“. Der Roman führt an verschiedenen Beispielen den freien Umgang und die gewagte Kombinatorik verschiedener Bildwelten vor.
Das Ende des Romans führt Genazinos Konzept der Wahrnehmung beispielhaft an einer kleinen Szene vor. Ein Kind, das ein Brot nach Hause trägt, stürzt. Es wird dabei von Touristen und Caféhausgästen beobachtet. Es gelingt dem Kind, das Brot bei dem Sturz festzuhalten, sodass es unbeschädigt bleibt.
„Das Kind entdeckte seine Beobachter und sah sie kurz nacheinander an. Erst die beiden Frauen, dann mich, dann die Amerikaner. In der Blickkette stießen das heimliche und das öffentliche Leben sanft aneinander. Das Kind sonnte sich in der Huldigung seiner Betrachter und hob das Brot kurz in die Höhe, dann verschwand es. Ich zweifelte nicht, daß ich mich in einem ungeschriebenen Roman bewegte. Ich sah auf mein Frühstück herunter und wartete auf das Aufzucken des ersten Wortes.“ (Schluss des Romans)
Gustav Seibt spricht in Bezug auf diese Szene von einer „Harmonie von Kunst und Leben, die dem Genre seine letzte Wendung gibt.“ Werner Jung bezieht Genazinos literarische Verarbeitung dieser kleinen Szene auf die Phänomenologie der Wahrnehmung bei Maurice Merleau-Ponty. Er zitiert aus Genazinos Aphorismensammlung „Vom Ufer aus“ den Satz: „Einfälle entstehen durch langes Schauen.“
„Ob nun durch dieses lange Schauen, durch intensives Betrachten oder durch den eher flüchtigen Blick und ein plötzliches Aufmerken – immer geht es Genazino um diesen Kern: die Konstruktion des Textes aus dem wahrnehmenden Blick, dessen Entfaltungsmöglichkeiten und Phänomenalität der Schriftsteller in immer neuen Konstellationen bzw. Simulationen .. erprobt, das heißt, in Erzählungen vorführt.“
Anja Hirsch setzt Genazinos Bildwelten in den Kontext des „Verschwindens“. Das eigene Verschwinden ist dabei „Existenzangst ebenso wie Vergnügen“. Das Ich finde seine Identität durch „Blicke …, nie vollständig, immer nur als Teil von etwas, in der Brechung am Anderen, Menschen wie Dingen, vor allem aber immer in Bewegung.“ Für Anja Hirsch ist die Auseinandersetzung mit versprachlichten Bildern eine zentrale Aufgabe für die Leser Genazinos.
„Genazino lesen – das bedeutet eine Grundbewegung mitmachen, die in alle Texte dieses Autors eingeschrieben ist: Das Sich-Abwenden von einem zuvor aufgelesenen Bild, die Kunst, rechtzeitig aus der geschilderten Szene zu verschwinden, die Erzählung zu unterbrechen, lesend wie schreibend Zwischenräume einzulassen, in denen das wahrgenommene Bild sich selbst aufladen kann und verhüllt bleibt, was verhüllt bleiben soll.“

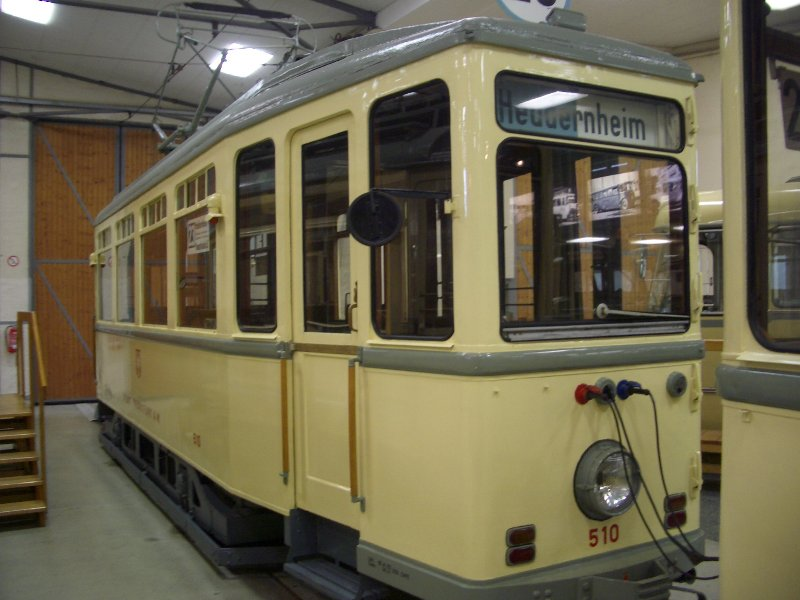
Frankfurter Straßenbahn Typ H

Wie andere Motive des Romans lassen sich einige Bilder des Romans quer durch das Schaffen Genazinos verfolgen. Bereits 1993 hatte Genazino den Bildband „Aus der Ferne“ zusammengestellt, der alte Postkarten und Fotografien mit kurzen Texten kommentiert. Titelbild ist ein Blick aus einem hoch gelegenen Fenster: Im Schneetreiben fährt eine alte Straßenbahn mit Hänger durch das Bild, daneben ein Automobil aus der Vorkriegszeit. Dieser Blick von oben auf eine vorbeifahrende Straßenbahn wird im Roman erneut reflektiert und umgedeutet. Um einen Haschischrausch vorzutäuschen, schildert Weigand, am Fenster stehend, im Stil der „Rauschgiftbücher“ von Burroughs, Ginsberg und Kerouac den anderen Partygästen Lindas seine „Wahrnehmungen“ und Halluzinationen zu diesem Bild:
„Tief unten, auf der Straße, fuhr langsam eine gelb erleuchtete Straßenbahn vorüber. Wie vorgesehen kam sie an der Haltestelle zum Stehen. Ich fing an, die Straßenbahn zu schildern, als Bild im Bild, als eine Straßenbahn, die gerade in eine andere Straßenbahn hineinfuhr und dann wieder aus ihr heraus. Mit der verdoppelten Straßenbahn hatte ich sofort Erfolg.“ (Kap. 3)
Für Anja Hirsch sind aufgrund solcher Weiterverarbeitungen „die Bildbände als Vorstufe zu allen anderen Werken zu verstehen.“ Die produktive Auseinandersetzung mit einem durch die Fotografie stillgestellten Wirklichkeitsausschnitt ist charakteristisch auch für den Umgang Weigands mit bildlichen Eindrücken. Es wird ein Ausschnitt isoliert und mittels des „gedehnten Blicks“ festgehalten. Durch die Kombination verschiedener Details entstehen dann neue Kombinationen und Bedeutungen. Bei der Verarbeitung zum Text spielen literarische Vorbilder für den werdenden Autor eine wichtige Rolle.

## Rezensionen
Der Roman fand sich lange auf zahlreichen Empfehlungs- und Bestenlisten und wird auch als Schullektüre eingesetzt. Der Roman wurde von der Kritik durchweg positiv aufgenommen.
Reinhard Baumgart legt einen Akzent seiner Rezension für Die Zeit auf den Aspekt des Doppellebens. Neben dem Bruch zwischen den Tätigkeiten als Journalist und der Speditionslehre sieht er die Doppelung auch in der Wahrnehmung der Welt:

„Auf jeden Fall führt hier auch alles Wahrgenommene ein Doppelleben, verwandelt sich ‚unaufhörlich‘ in den ruhigen Fluss von Erzählung: Eben noch ‚einfach nur da‘, ist es nun Wortlaut geworden, Text, Literatur. Und in dieser Partitur steht alles wie gleichberechtigt nebeneinander, was der junge Beobachter zusammensieht, seine Tagelöhner im Lager der Spedition und ihr hoffnungslos geduldiges Wesen, Brotkrümel auf einer Schwimmbaddecke oder Mutter mit Kind im Café. Und immer wieder trainiert er vor unseren Augen Blick und Sprache in Schreibübungen und fragt sich: Sind seine Sätze ‚vielleicht nur schön, aber nicht aufrichtig; oder intelligent, aber traurig; oder vielleicht schön und traurig, aber leider nicht wahr; oder…‘?“

Simone Dattenberger stellt in merkur-online die Genese des Schriftstellers in den Mittelpunkt ihrer Rezension. Aus dem routinierten jungen Presseschreiber werde in dem Moment ein Literat, indem er seinen Schreiber-Hochmut reflektiere.

„Der junge Poet, aus dessen Perspektive alles wahrgenommen wird, kontrolliert bei allem auch sich, seinen Blick, seine Wertung. ‚Ich saß da und konnte mich nicht von der Idee meines Hochmuts befreien. Möglicherweise war ich nur ein kleiner Stadtaffe, der unauffällig seine Ressentiments ausleben wollte.‘ Erst nachdem dieser Bewusstseinsstand erreicht ist – und hierin steckt Genazinos liebende Weisheit –, setzt die Geburt des Schriftstellers ein.“

Uwe Wittstock lobt in der Welt Genazinos Adoleszenzroman als herausragende literarische Leistung:

„Dennoch ist Wilhelm Genazinos ‚Eine Frau, eine Wohnung, ein Roman‘ ein wahres Juwel, und wohl das Beste, was Genazino je geschrieben hat: Ein [sic] gelungene Mischung aus ironisch funkelndem Künstlerroman, aus zarter, untergangsgeweihter Liebesgeschichte und aus einer suggestiven Vergegenwärtigung der frühen sechziger Jahre.“

Er sieht den Roman als positive Abwendung von den allzu negativen Helden früherer Werke. Die Literatur werde für Weigand zu einem Weg, die aus trüber Kindheit entwickelte Neurose zu besiegen. Diese „psychische Selbstrettung“ des Helden entwickle Genazino aus einer „ganz zwanglosen, plausiblen Konstellation“. Als freier Journalist finde Weigand einen Weg, sich aus der Distanz des Schreibenden von dem bedrückenden Alltag zu lösen. Im gleichen Sinne sieht auch Anne Kraume in der TAZ Weigand als Sonderfall unter den Romanhelden Genazinos:

„Weigand ist allein und hat eigentlich auch nichts dagegen, es zu sein. Kurz vor dem Abschied von der Freundin fällt ihm auf, dass die Literatur für ihn auch die Funktion hat, ein ‚Trennungshebel‘ zu sein zwischen ihm, der liest, und denen, die das nicht tun.
Die Gefahr dabei, und auch das wird ihm bewusst, ist die Überheblichkeit, in die er mit seinem Sinn für die Nuancen, für die Wörter und für die Peinlichkeiten anderer Menschen zu verfallen droht. Wenn er sich deshalb am Ende des Romans gegen die Laufbahn als Redakteur und für die souveräne Zeitverschwendung entscheidet, dann auch deshalb, weil er dabei die drohende Überheblichkeit vermeiden kann. Und hier unterscheidet sich der Held dieses Romans schließlich doch von denen der früheren: Er ist jung und hat noch viel Zeit, die er beim Belauschen der Dinge vergeuden kann.“

Auch Gustav Seibt bewertet den Roman in der Süddeutschen Zeitung mit Bezug auf die Gattung des Bildungsromans abschließend positiv:

„Wie geht der Seelenkampf zwischen Spedition und Lokalblatt aus? Gegen die Erwartung. Der junge Literat schlägt ein Angebot zur Festanstellung bei der Zeitung aus. Ihn stört der Zwang zur beschönigenden Lüge beim journalistischen Schreiben, der gar nicht versteckte Hochmut dahinter. Das Buch exponiert diese Entscheidung als eine fürs wahre Leben und die wahre Kunst zugleich. Immer mehr Schönheit entdeckt der junge Mann, wenn er zweckfrei beobachtet; und er hat genug Kafka in sich, um die Tarnexistenz als Angestellter zu schätzen. Er will sich zu seinem Leben ‚als ein Lauschender verhalten‘. Es entzückt ihn, wenn ein Arbeiter das Wort ‚Gefühl‘ wie ‚Gefäul‘ ausspricht – wer zu solcher Freude begabt ist, braucht nicht den Beruf des Literaten zu ergreifen, und nie wird er in Kitschpfützen treten mögen. Genazinos stiller Bildungsroman endet mit einer Harmonie von Kunst und Leben, die dem Genre seine letzte Wendung gibt.“

Roman Bucheli bezieht das Thema Doppelleben in der Neuen Zürcher Zeitung auf Gottfried Benns Doppelexistenz als Literat und Arzt. Anders als Benns pathetisches Junktim «Dionysos – einschliesslich Krampfadern!» leide der Ich-Erzähler Weigand eher an der Spaltung, wolle aber gleichzeitig die spannungsreiche Doppelexistenz erhalten, etwa durch den Verzicht auf das Volontariat.

„Wilhelm Genazino schildert in diesem lichten Buch nicht nur die Erweckung des jungen Mannes zur Literatur, er hat der von einer milden Melancholie eingefärbten Geschichte ausserdem und in schönster Beiläufigkeit eine Reflexion auf das zutiefst Humane des Erzählens eingeschrieben, und er hat, zuletzt, ein wunderbares Selbstporträt geschaffen: Wilhelm Genazino erzählt uns, wie einer das Hineinhören und Hineinsehen in die Wirklichkeit gelernt hat, und er erzählt es uns wie einer, der nie etwas anderes getan hat, der immerzu die Erscheinungen des Lebens belauscht und befragt und alles mit nie erkaltender Zuneigung in Kunst verwandelt.“

## Sekundärliteratur und Rezensionen
- Text+Kritik. Zeitschrift für Literatur, Hrsg. Heinz Ludwig Arnold. Band 162. IV/04, Wilhelm Genazino, ISSN 0040-5329, ISBN 3-88377-755-2.
- Wilhelm Amman: Autorschaft in Genazinos „Eine Frau, eine Wohnung, ein Roman“. In: Text+Kritik. 162 IV/04, S. 87–97.
- Reinhard Baumgart: Orpheus in Ludwigshafen, Wilhelm Genazino sorgt für ein paar Stunden spröden Entzückens. DIE ZEIT 13/2003 .
- Anne K. Betz: Alltagsfrust und Kleinbürgertum, Wilhelm Genazinos Entwicklungsroman „Eine Frau, eine Wohnung, ein Roman“. literaturkritik.de Nr. 4, April 2003 .
- Helmut Böttiger: Kafkas Lachen, Laudatio auf Wilhelm Genazino anlässlicher der Verleihung des Büchner-Preises im Jahre 2004. Zitiert nach: deutscheakademie.de.
- Helmut Böttiger: Anwalt kleinster Dinge, Eine Laudatio auf den Erzähler Wilhelm Genazino, der in Berlin mit dem Fontane-Preis 2003 ausgezeichnet wurde. Welt Online 26. April 2003 .
- Roman Bucheli: Hineinhorchen in die Wirklichkeit. „Eine Frau, eine Wohnung, ein Roman“ von Wilhelm Genazino. In: Neue Zürcher Zeitung vom 29. März 2003 .
- Roman Bucheli: Die Begierde des Rettens, Wilhelm Genazinos Poetik des genauen Blicks. In: Text+Kritik. 162, S. 46–54.
- Simone Dattenberger: Böll oder Busen, Genazinos neuer Roman. Merkur-Online 14. März 2003.
- Katharina Deschka-Hoeck; Vergnügen am Scheitern, Genazino im Literaturhaus. FAZ vom 13. März 2003.
- Albertine Devilder: ‹Je-ka-mi›-Nachrichten. Bochumer Arbeitsgruppe für Sozialen Konstruktivismus und Wirklichkeitsprüfung, 22. Juni 2004 .
- Natascha Freundel: Die Pathologie des Wohlstands. In: Berliner Zeitung, 18. März 2003.
- Wilhelm Genazino: Der gedehnte Blick, Vortrag im Hessischen Literaturbüro Frankfurt am Main am 2. Februar 1999. In: Der Literaturbote. Nr. 54, Frankfurt am Main 1999, zitiert nach: Wilhelm Genazino: Der gedehnte Blick. dtv, München 2007, S. 39–61.
- Wilhelm Genazino: Kleine Romantheorie. Neue Zürcher Zeitung vom 15. März 1991, zitiert nach Wilhelm Genazino: Der gedehnte Blick. München 2007.
- Wilhelm Genazino: Der Untrost und die Untröstlichkeit der Literatur. Dankrede zur Verleihung des Büchner-Preises 2004 .
- Wilhelm Genazino: Eine Gabe, die fehlgeht. Über literarische Erfolglosigkeit. Vortrag auf der Herbsttagung der Deutschen Akademie für Sprache und Dichtung am 25. Oktober 2002, erschienen in: Wilhelm Genazino: Der gedehnte Blick. München 2007, S. 64 ff.
- Volker Hage: Mit Gudrun auf der Couch. In: Der Spiegel vom 12. Mai 2003.
- Elke Heidenreich: Rezension des Romans für den WDR 2 Buchtipp in „Zwischen Rhein und Weser“. Zitiert nach: der WDR 2 Website.
- Katrin Hillgruber: Die Menschen hassen Kompliziertes. Der Schriftsteller Wilhelm Genazino über Humor, den Büchner-Preis und das Ende des Wohlstands. 22. April 2004, tagesspiegel.de.
- Anja Hirsch: Schwebeglück der Literatur. Der Erzähler Wilhelm Genazino. Diss. Universität Bielefeld 2005, Heidelberg 2006, ISBN 3-935025-88-2.
- Anja Hirsch: Zwischen Lust und Angst. Erzählen im Zeitalter des Verschwindens. In: Text+Kritik. 162, S. 70–78.
- Marit Hofmann: Als könnte ich meinem eigenen Blick zuschauen. Beobachtete Beobachter in Genazinos Romanen. In: Text+Kritik. 162, S. 55–64.
- Jochen Hörisch: Durch Gudrun hindurchküssen. In: Literaturen. 4. 2003, Heft 7/8, S. 99–100.
- Werner Jung: Skizze zu einer literarischen Phänomenologie der Wahrnehmung. In: Text+Kritik. 162, S. 65–69.
- Julia Kospach: Doppelleben. Ein Entwicklungsroman von Wilhelm Genazino. In: Profil. Nr. 13 vom 24. März 2003.
- Claudia Kramatschek: Doppelleben gewöhnlich. Diskrete Genauigkeit in Wilhelm Genazinos neuem Roman. In: Neue deutsche Literatur. 51, 2003, H. 549, S. 177–179.
- Anne Kraume: Den Dingen lauschen. Ein Leben aus Wörtern: Wilhelm Genazino begibt sich für seinen neuen Roman „Eine Frau, eine Wohnung, ein Roman“ zurück in die Adenauerzeit. TAZ vom 1. April 2003, .
- Felicitas von Lovenburg: Doppelleben, halbbitter. Wilhelm Genazino und der süße Duft der Vergeblichkeit. In: FAZ vom 5. April 2003 .
- Martin Lüdke: Rätselhaftes Einverständnis mit der Peinlichkeit. Wilhelm Genazino zeichnet in seinem neuen Roman das wundervolle Porträt eines Künstlers als Lehrling des Lebens. In: Frankfurter Rundschau vom 22. März 2003.
- Nils Minkmar: Torten, Torturen. „Eine Frau, eine Wohnung, ein Roman“: Wilhelm Genazino beschwört die alte Bundesrepublik. FAZ vom 23. März 2003.
- Samuel Moser: Isola Insula. Aspekte der Individuation bei Wilhelm Genazino. In: Text+Kritik. 162, S. 36–45.
- Heinz F. Schafroth: Doppelleben oder Des jungen Weigand Lehr- und Wanderjahre. In: Basler Zeitung vom 2. Mai 2003.
- Gustav Seibt: Die halbbitteren Lehren des Lebens. „Eine Frau, eine Wohnung, ein Roman“: Wilhelm Genazinos Bildungsroman im Bonsai-Format. In: Süddeutsche Zeitung vom 9. April 2003. .
- Tilman Spreckelsen: Gesellschaftliche Teilhabe in den Romane Genazinos. In: Text+Kritik. 162 IV/04, S. 79–86.
- Claudia Stockinger: Genazinos Ästhetik der Wiederholung. In: Text+Kritik 162, S. 20–21.
- Jürgen Verdofsky: Der lange Weg zum eigenen Roman. In: Tages-Anzeiger Zürich, 23. April 2003.
- Benedikt Viertelhaus: Aus der Versenkung gelobt, Der Büchnerpreisträger Wilhelm Genazino. kritische-ausgabe.de (PDF; 276 kB).
- Uwe Wittstock: Fliehen wir in die Kunst. Wilhelm Genazinos neuer Roman ist ein wahres Juwel. Welt Online vom 5. März 2003 .
- Gerhard Zeillinger: Rex Gildo oder: Vom Glück der kleinen Bürger. In: Die Presse. Wien, 26. April 2003.

## Buchausgabe
- Wilhelm Genazino: Eine Frau, eine Wohnung, ein Roman. Hanser, München 2003, ISBN 3-446-20269-2.

## Übersetzungen
- Wilhelm Genazino: Una mujer, una casa, una novela. Galaxia Gutenberg, 2004, ISBN 84-8109-477-3. (spanisch).
- Wilhelm Genazino: Un appartement, une femme, un roman. Ins Französische übersetzt von Anne Weber. Christian Bourgois Editeur, 2004.
- Wilhelm Genazino: Kobieta, mieszkanie, powieść. Wrocław 2006, ISBN 83-7432-130-X. (polnisch).